# 曹姓
曹姓为中國姓氏之一，在百家姓中排第26。此姓氏在韓國亦有分佈。但「曹」字在韓語漢字作「曺」，是異體字。

## 來源
曹姓在中國的來源有以下几個：
1. 出自古曹姓邾国晏安，陆终第五子晏安，分化为祝融八姓中的曹姓。
2. 出自姬姓曹叔，周文王第十三子叔振鐸，受封於曹（今山東省定陶縣西南一帶），建立曹國，後為宋國所滅，子孫便以國為氏。
3. 出自姒姓杞国公子佗。三國魏文帝曹丕之祖父曹嵩本姓夏侯氏，夏侯氏是本來夏王朝姒姓中一。
4. 出自昭武九姓的曹國（今烏茲別克撒馬爾罕東北一帶）。

## 郡望堂号

### 郡望
曹姓在长期发展中，形成许多郡望，最著名的当数：

- 谯郡：东汉末年从沛郡分出置郡。治所在亳州（今安徽省亳州市）。治辖相当于今天的安徽、河南两省的灵璧、蒙城、太和、鹿邑、永城之间的地方。
- 彭城郡：西汉时设置，东汉时改为彭城国。治所在彭城（今江苏省徐州市）。治辖大约在今天的山东省微山县，江苏省徐州市、沛县东南部。
- 高平郡：晋时设置，治所在今山东省金乡。治辖相当于今天的山东独山湖、金乡、巨野、邹城之间的地方。后来有多次变迁。汉时设置了巨野县，在今天的山东西南部、万福河北岸。

### 堂号
曹姓主要堂号有：
- 清靖堂
- 谯国堂
- 敬思堂
- 崇孝堂
- 宁寿堂
- 无为堂
- 武惠堂
- 道學堂

## 延伸阅读
[在维基数据编辑]
 《百家姓》
 《欽定古今圖書集成·明倫彙編·氏族典·曹姓部》，出自陈梦雷《古今圖書集成》